# Standard AC Paris
Der Standard Athletic Club Paris (oder kurz Standard AC) ist ein traditionsreicher Fußballverein aus Frankreichs Hauptstadt.
Der Verein mit dem englischsprachigen Namen (also nicht Athlétique) ging aus dem Gordon Football Club hervor, den fußballinteressierte Briten 1891 in Paris gegründet hatten. Im März 1892 hoben William Attrill, N. Tunmer und die Brüder Wynn Standard aus der Taufe. Damit war er einer der drei ältesten Klubs des Landes, die den Fußball nicht mehr in der Rugby-Version spielten. Der Verein fand bald ein Sportgelände im Bois de Boulogne, nahe der Porte Dauphine; er soll auch der erste Fußballklub Frankreichs gewesen sein, bei dem die anfangs höchst spärlich erscheinenden Zuschauer Eintrittsgeld bezahlen mussten.

## Geschichte

### Vor dem Ersten Weltkrieg
Standard AC trat direkt nach seiner Gründung dem anfangs einzigen Fußballverband Frankreichs, der Union des sociétés françaises de sports athlétiques (USFSA), bei, der ab 1894 eine zunächst auf Paris beschränkte, ab 1898/99 landesweite Meisterschaft (Championnat de France) durchführte. Zwar gab es ab 1905 konkurrierende Verbände, die ihre eigene Meisterschaft ausspielten, aber die USFSA blieb der mitgliederstärkste Verband, dem auch die meisten anderen Traditionsvereine Frankreichs (z. B. Gallia Club, Racing Club de France und Club Français aus Paris, der Le Havre AC, Stade Helvétique Marseille, Olympique Lille, RC Roubaix und US Tourcoing) angehörten.
Die erste überlieferte Begegnung bestritten Standards Kicker gegen den Club Français Paris am 1. November 1892; das Spiel endete unentschieden. In den folgenden Wochen setzte es Niederlagen (0:2 erneut gegen den Club Français, 1:5 und 0:3 gegen die Briten von White Rovers Paris), bevor im Januar 1893 ein erster Sieg (4:0 über CF) gelang. Im Frühjahr dieses Jahres empfing der SAC das Team von Marylebone F.C. aus London, das den Parisern beim 7:0 eine wahre Lehrstunde erteilte.
Offensichtlich hatten die Spieler von Standard tatsächlich ihre Lehren daraus gezogen: beim ersten, freilich auf Paris beschränkten Championnat de France (Mai 1894) bezwangen sie im Finale die bis dahin gegen französische Mannschaften ungeschlagenen White Rovers mit 2:2 und 2:0 (Wiederholungsspiel). Somit wurden zehn Briten und ein Franzose erster französischer Meister; die Aufstellung des Siegers ist erhalten: H. Wynn - W.-D. Attrill, E. Wynn - Hill, J. Roscoe, Leguillard - Vines, O. Hickx (bzw. Higgs), Hunter, A. Tunmer, N. Tunmer.
Diesen Spitzenplatz in den „Kinderjahren“ des französischen Fußballs behielt Standard AC bis kurz nach der Jahrhundertwende inne: auch 1895, 1897, 1898 und (erstmals nach einer Endrunde gegen die anderen Regionalmeister) 1901 holte es den Titel. Lediglich der Club Français (1896) und Le Havre AC (1899 und 1900) konnten Standards Erfolgsserie unterbrechen. 1901 wurde Le Havre nach einem Remis in Paris auf dessen heimischem Geläuf mit 6:1 regelrecht gedemütigt. Danach allerdings trat mit dem Racing Club Roubaix ein anderer Verein seine Meisterschaftsserie an und Standard konnte nie mehr einen vergleichbaren Erfolg erzielen.

### Kein „Revival“ im Pokal
An der allerersten Ausspielung des Landespokalwettbewerbs (1917/18 als Coupe Charles Simon, seit 1919/20 als Coupe de France) nahm der Standard Athletic Club – angesichts der Vereinstradition kann man sagen: selbstverständlich – teil, traf dort aber in der Runde der letzten 32 Mannschaften ausgerechnet auf den ältesten seiner Rivalen: nach einem 2:2 setzte sich der Club Français im Wiederholungsspiel mit 5:1 durch. In den Jahren 1925 und 1926 erreichte Standard jeweils die Runde der letzten 64 Teams, seither blieben ihm aber selbst solche bescheidenen Erfolge versagt. (Stand: 2010)

### Der Standard AC heute
Immerhin existiert dieser Traditionsverein bis heute: Standard spielt zwar längst nicht mehr im Bois de Boulogne, sondern seit 1922 in Meudon (Département Hauts-de-Seine) in der südwestlichen, der „besseren“ Banlieue von Paris; seine Spieler kämpfen auch nicht in der Ligue 1, sondern nur noch in einer unteren Amateurliga um den Sieg. Aber in einem Vereinsheim auf einer sehr britisch wirkenden Sportanlage werden die alten Trophäen einer großen Vergangenheit noch regelmäßig poliert.
Die Vereinssprache ist auch 2008 Englisch; außer Fußball werden Tennis, Squash, Feldhockey, Cricket und Golf betrieben.

## Erfolge
- Französischer Meister: Fehlanzeige; in Frankreich zählen heutzutage erst die Titel ab der Saison 1932/33 als offizielle
- Landesmeister des Championnat de France der USFSA:  1894, 1895, 1897, 1898, 1901
- Französischer Pokalsieger: Fehlanzeige

## Nationalspieler
Frankreichs erstes offizielles Länderspiel fand am 1. Mai 1904 statt, das zweite im Februar 1905 – zu spät für den Standard AC, der seine Hochzeit da bereits hinter sich und während dieser Jahre auch nur wenige Franzosen in seinen Reihen hatte. So verzeichnet die Ehrentafel der Équipe Tricolore zwar Nationalspieler aus nicht weniger als 41 Pariser Fußballklubs, aber ausgerechnet der allererste „Abonnementsmeister“ des Landes ist darauf nicht vertreten.